# Лечхаджиев, Руслан Абдулвахиевич
Руслан Абдулвахиевич Лечхаджиев (род. 2 июля 1965, Гудермес, Чечено-Ингушская АССР) — российский политический деятель, член партии «Единая Россия», депутат Государственной думы восьмого созыва. Член комитета по транспорту и развитию транспортной инфраструктуры. Заслуженный строитель Российской Федерации.
Из-за вторжения России на Украину находится под международными санкциями Евросоюза, США, Великобритании и ряда других стран.

## Биография
Руслан Лечхаджиев родился в 2 июля 1965 года в Гудермесе. В 1990 году окончил Грозненский нефтяной институт, в 2007 — Российскую академию государственной службы при президенте РФ, в 2013 — Московский автомобильно-дорожный государственный технический университет по специальности «автомобильные дороги и аэродромы».
В 2004—2007 годах Лечхаджиев был главой филиала федерального казённого учреждения «Управление Северо-Кавказских автомобильных дорог Федерального дорожного агентства» в Чеченской Республике. В 2007—2014 годах занимал должность заместителя начальника ФКУ Упрдор «Северный Кавказ», в 2014—2021 годах был начальником этого учреждения. В сентябре 2021 года выдвинул свою кандидатуру в депутаты Государственной думы РФ VIII созыва от партии «Единая Россия». Стал четвёртым номером в региональной группе № 57 от Чеченской Республики, по результатам голосования в Госдуму не прошёл, но 29 сентября того же года получил вакантный депутатский мандат по списку «Единая Россия».

## Награды и звания
- Благодарность Министра транспорта РФ[6].
- Юбилейный знак «В память 200-летия Управления водяными и сухопутными сообщениями»[6].
- Заслуженный строитель Чеченской республики[6].